# К-52 (1939)
| К-52                                                                                        | К-52                                                                             | К-52                                                                             |
| ------------------------------------------------------------------------------------------- | -------------------------------------------------------------------------------- | -------------------------------------------------------------------------------- |
|                                                                                             |                                                                                  |                                                                                  |
|                                                                                             |                                                                                  |                                                                                  |
| Схема підводного човна типу «Крейсерська»                                                   |                                                                                  |                                                                                  |
| Під прапором                                                                                | Військово-морський флот СРСР                                                     | Військово-морський флот СРСР                                                     |
| Порт приписки                                                                               | Кронштадт Гельсінкі Полярний                                                     | Кронштадт Гельсінкі Полярний                                                     |
| Закладений                                                                                  | 28 лютого 1938 року                                                              | 28 лютого 1938 року                                                              |
| Спуск на воду                                                                               | 5 липня 1939 року                                                                | 5 липня 1939 року                                                                |
| Введений до складу флоту                                                                    | 11 жовтня 1942 року                                                              | 11 жовтня 1942 року                                                              |
| Виведений зі складу флоту                                                                   | 20 березня 1975                                                                  | 20 березня 1975                                                                  |
| На службі                                                                                   | 1942-1955                                                                        | 1942-1955                                                                        |
| Сучасний статус                                                                             | 29 грудня 1955 року знятий з озброєння та списаний на брухт                      | 29 грудня 1955 року знятий з озброєння та списаний на брухт                      |
| Бойовий досвід                                                                              | Друга світова війна Кампанія на Балтійському морі                                | Друга світова війна Кампанія на Балтійському морі                                |
| Нагороди                                                                                    | Орден Червоного Прапора                                                          | Орден Червоного Прапора                                                          |
| Проєкт                                                                                      |                                                                                  |                                                                                  |
| Тип ПЧ                                                                                      | крейсерський дизель-електричний торпедний підводний човен                        | крейсерський дизель-електричний торпедний підводний човен                        |
| Розробник проєкту                                                                           | завод № 194, Ленінград                                                           | завод № 194, Ленінград                                                           |
| Головний конструктор                                                                        | Рудницький М. О.                                                                 | Рудницький М. О.                                                                 |
| Основні характеристики                                                                      |                                                                                  |                                                                                  |
| Швидкість (надводна)                                                                        | 22,5 вузли (42 км/год)                                                           | 22,5 вузли (42 км/год)                                                           |
| Швидкість (підводна)                                                                        | 10 вузлів (18 км/год)                                                            | 10 вузлів (18 км/год)                                                            |
| Робоча глибина занурення                                                                    | 80 м                                                                             | 80 м                                                                             |
| Гранична глибина занурення                                                                  | 100 м                                                                            | 100 м                                                                            |
| Автономність плавання                                                                       | 50 діб                                                                           | 50 діб                                                                           |
| Екіпаж                                                                                      | 67 осіб (10 офіцерів і 57 матросів)                                              | 67 осіб (10 офіцерів і 57 матросів)                                              |
| Розміри                                                                                     |                                                                                  |                                                                                  |
| Довжина найбільша (по КВЛ)                                                                  | 97,7 м                                                                           | 97,7 м                                                                           |
| Ширина корпусу найб.                                                                        | 7,4 м                                                                            | 7,4 м                                                                            |
| Середня осадка (по КВЛ)                                                                     | 4,04 м                                                                           | 4,04 м                                                                           |
| Водотоннажність надводна                                                                    | 1 490 т                                                                          | 1 490 т                                                                          |
| Силова установка                                                                            |                                                                                  |                                                                                  |
| дизель-електрична; 2 × дизельних двигуни 9ДКР дизель-генератор 38К8 2 × електродвигуни ПГ11 |                                                                                  |                                                                                  |
| Гвинти                                                                                      | 2                                                                                | 2                                                                                |
| Потужність                                                                                  | 2 × 4200 к.с. (дизелі) 800 к.с. (дизель-генератор) 2 × 1200 к.с. (електродвигун) | 2 × 4200 к.с. (дизелі) 800 к.с. (дизель-генератор) 2 × 1200 к.с. (електродвигун) |
| Озброєння                                                                                   |                                                                                  |                                                                                  |
| Артилерія                                                                                   | 2 × 102-мм корабельні гармати Б-24БЛ                                             | 2 × 102-мм корабельні гармати Б-24БЛ                                             |
| Торпедно- мінне озброєння                                                                   | 6 носових та 4 кормові ТА калібру 533-мм (24 торпеди) 20 мін                     | 6 носових та 4 кормові ТА калібру 533-мм (24 торпеди) 20 мін                     |
| ППО                                                                                         | 2 × 45-мм напівавтоматичні гармати 21-К                                          | 2 × 45-мм напівавтоматичні гармати 21-К                                          |

К-52 — радянський великий дизель-електричний підводний човен серії XIV, типу «Крейсерська», що входив до складу Військово-морського флоту СРСР за часів Другої світової війни. Закладений 28 лютого 1938 року на верфі заводу № 194, у Ленінграді під будівельним номером 455. 5 липня 1939 року спущений на воду. 11 жовтня 1942 року корабель включений до складу Балтійського флоту ВМФ СРСР.. Першим командиром став капітан-лейтенант Шулаков Євген Георгійович.
За радянськими даними у часи німецько-радянської війни човен здійснив 3 бойових походи в акваторії Балтійського моря, у яких здійснив 13 торпедних атак і потопив 7 транспортів (47 000 тонн) і 1 сторожовий корабель Крігсмаріне. Жодна з перемог не підтверджена даними і архівами противника.
Після закінчення війни К-52 перевели на Північ. 9 вересня 1949 року він отримав позначення Б-6. 29 грудня 1955 року підводний човен вивели з бойового складу флоту і переробили на плавучу зарядову станцію ПЗС-25 (з грудня 1956 року ЗАЗ-2), а з 12 вересня 1958 року в навчально-тренувальну станцію УТС-31. 20 березня 1975 року виключений з корабельних списків ВМФ у зв'язку зі здачею на злам.